# Kriegserklärung Südafrikas an Deutschland
Die Kriegserklärung Südafrikas an das Deutsche Reich erfolgte nach einer Regierungskrise und dem Rücktritt von Premierminister Barry Hertzog. Am 6. September 1939 wurde der neue Premierminister Jan Christiaan Smuts vereidigt und erklärte dem Deutschen Reich den Krieg.

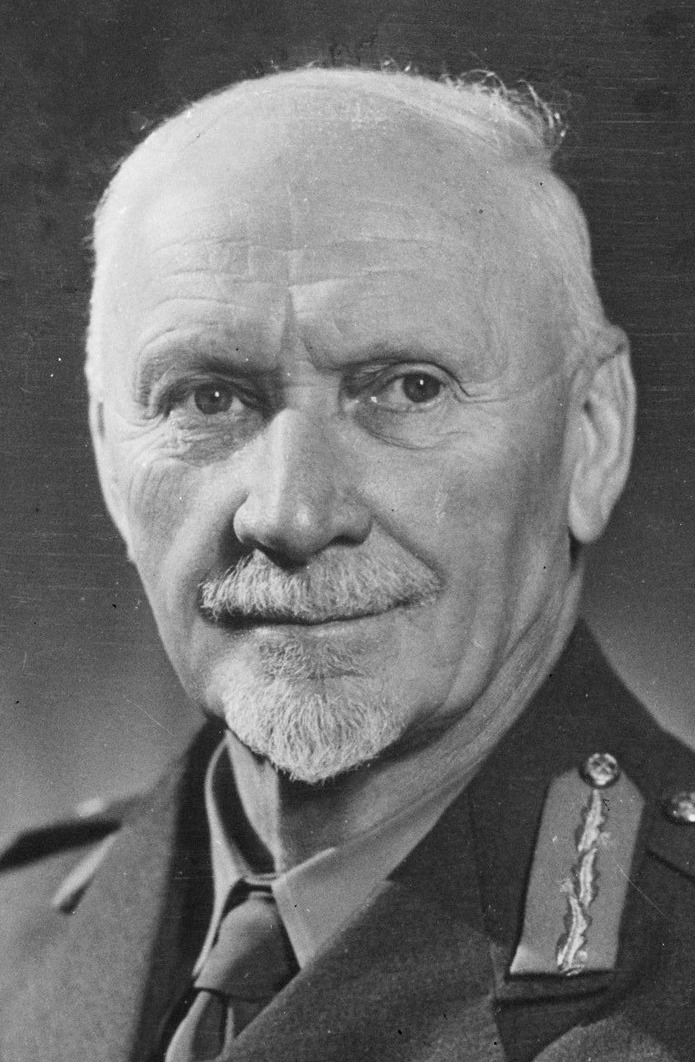
Jan Smuts, Aufnahme von 1943

Nach dem deutschen Überfall auf Polen am 1. September 1939 und dem sich abzeichnenden Kriegseintritt des Vereinigten Königreiches stellte sich die Frage nach der südafrikanischen Positionierung in dem Konflikt. Die Südafrikanische Union war damals eine britische Dominion mit einer gemischten Bevölkerung von etwa sieben Millionen gebürtigen Afrikanern (blacks), etwa einer Million Indern und Mischlingen sowie zwei Millionen Weißen. Die Mehrheit der Schwarzen wollte in Erinnerung an gebrochene Versprechungen aus dem Zweiten Burenkrieg nicht am Krieg teilnehmen. Die weiße Bevölkerung, die über die Macht verfügte, war gespaltener Meinung. Es gab eine Strömung mit dem amtierenden Premierminister Hertzog, die eine Appeasement-Politik verfolgte und hauptsächlich im antibritischen Burentum, das teilweise mit Hitler sympatisierte wie die Ossewabrandwag, beheimatet war. Die probritische Seite war für einen Kriegseintritt und wurde vom stellvertretenden Premierminister Smuts geführt, der im Faschismus und Nationalsozialismus nach dem italienischen Abessinienkrieg und der deutschen Zerschlagung der Tschechoslowakei eine Gefahr für die Freiheit und den Weltfrieden sah. In einer Kabinettssitzung am 2. September 1939 erklärte Hertzog, Hitler würde nur die Fehler des Friedensvertrag von Versailles beheben und Südafrika solle neutral bleiben. Smuts dagegen sprach sich für einen Kriegseintritt aus. Das Kabinett war gespaltener Meinung und nach einer erneuten Sitzung wurde beschlossen, das Parlament zu befragen. Am 4. September stimmten die abgeordneten mit 80 zu 67 Stimmen für einen Kriegseintritt. Hertzog wollte noch Neuwahlen erreichen, die aber wegen der brisanten politischen Situation abgelehnt wurden. Daraufhin trat er zurück und Smuts wurde am 6. September neuer Premierminister und am gleichen Tag erklärte Südafrika dem Deutschen Reich den Krieg.